# Monocerophora longispina
Monocerophora longispina är en insektsart som först beskrevs av Hermann Burmeister 1838.  Monocerophora longispina ingår i släktet Monocerophora och familjen vårtbitare. Inga underarter finns listade i Catalogue of Life.